# NGC 1030
NGC 1030 је спирална галаксија у сазвежђу Ован која се налази на NGC листи објеката дубоког неба.
Деклинација објекта је + 18° 1' 26" а ректасцензија 2h 39m 50,5s. Привидна величина (магнитуда) објекта NGC 1030 износи 13,5 а фотографска магнитуда 14,3. NGC 1030 је још познат и под ознакама UGC 2153, MCG 3-7-39, CGCG 462-39, IRAS 02370+1748, PGC 10088.